# 満洲興業銀行
満洲興業銀行（まんしゅうこうぎょうぎんこう）は、満洲国にあった特殊銀行のひとつ。

## 概要
1936年（康徳3年）12月、「満洲興業銀行法」に基づき、朝鮮銀行在満支店を改編して新京特別市大同大街に本店を置き設立される。資本金は3,000万円で、半分を満洲国政府が出資し、残りを朝鮮銀行の残余資産を充てた。
銀行の主な業務は、普通銀行業務のほかに国内農工業への資金供給にあり、そのため預金業務のほかに同行は国内で唯一、債券発行による資金調達が認められていた。
設立当初は一般商工業者への貸し付けが大半だったが、「満洲産業開発五カ年計画」による重工業振興の進展に伴って建設、鉱工業などへの債券発行が拡大した。
1936年には国外支店として東京支店も開設されており、国内への日本からの長期資金の導入を促すこととなった。
満洲国における長期金融の中心機関であった。普通銀行業務のほかに満洲国内において産業開発を目的とする会社の社債、または株式に応募し、またはこれを引受けられることも特色であった。
他の国内日系企業と同じく、1945年をもって業務を終えている。

## 満洲興業債券
同行の発行する満洲興業債券は、前出の満洲興業銀行法により、「政府ハ満洲興業銀行ガ外国ニ於テ債券ヲ発行スル場合ニ於テハ其ノ元利金ノ支払ヲ保証スルコトヲ得」と定められており、国家の信用を担保にした債券発行は、特に日本からの資金流入に大きな役割を果たした。
同行は債券発行業務に関連して、子会社の満洲興業証券会社を設立している。
払込資本金の15倍に達するまで同債券を発行し得る。

## 歴代総裁
| 代 | 氏名       | 在任期間                     | 出身地     | 出身校           | 前職・備考など                        |
| -- | ---------- | ---------------------------- | ---------- | ---------------- | ------------------------------------- |
| 1  | 富田勇太郎 | 1936年1月1日 - 1941年2月11日 | 福岡県     | 帝国大学法科大学 | 大蔵省理財局長                        |
| 2  | 岡田信     | 1941年2月12日 - 1945年8月    | 滋賀県守山 | 帝国大学法科大学 | 台湾総督府財務局長 北海道拓殖銀行頭取 |

## 関連事項
- 満洲重工業開発
- 朝鮮銀行
- 金融債
- 長期信用銀行

0